# Hymenoplia antoinei
Hymenoplia antoinei är en skalbaggsart som beskrevs av Kocher 1952. Hymenoplia antoinei ingår i släktet Hymenoplia och familjen Melolonthidae. Inga underarter finns listade i Catalogue of Life.